# Клотоїда

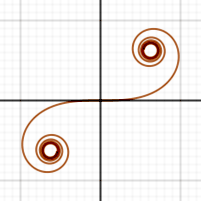
Клотоїда

Клотоїда, Спіраль Корню або Спіраль Ейлера — крива, в якої кривина змінюється лінійно як функція від довжини дуги.
{\displaystyle 1/R\sim L\Leftrightarrow R\cdot L=\mathrm {const} }

## Історія
Клотоїда використовувалася Корню для полегшення обрахунку дифракції в прикладних задачах.

## Використання
Клотоїда використовується як перехідна дуга при будівництві доріг. Коли ділянка дороги має форму клотоїди, кермо повертається рівномірно. Така форма дороги дозволяє здійснювати поворот без суттєвого зниження швидкості.

## Властивості
- Параметрично клотоїда може бути представлена через інтеграли Френеля:

{\displaystyle x(t)=aC(t)=a\int _{0}^{t}\cos u^{2}\,du,}
{\displaystyle y(t)=aS(t)=a\int _{0}^{t}\sin u^{2}\,du.}
- Клотоїда має нескінченну довжину.
- Симетрична відносно початку координат.

Якщо коефіцієнт {\displaystyle a} дорівнює одиниці:
- Довжина відрізка кривої від нуля до {\displaystyle t} дорівнює {\displaystyle t}.
- Кривина змінюється лінійно від {\displaystyle 0} до {\displaystyle 2t}.
- Кут повороту дотичної до кривої на відрізку від нуля до {\displaystyle t} дорівнює {\displaystyle t^{2}} радіан.

## Інтернет-ресурси
- Weisstein, Eric W. Cornu Spiral(англ.) на сайті Wolfram MathWorld.
- Euler's spiral at 2-D Mathematical Curves
- Interactive example with JSXGraph